# Matias Lloci
Matias Lloci (22 april 2000) is een Belgisch voetballer met Albanese roots die in het seizoen 2021/22 door KVC Westerlo wordt uitgeleend aan Omonia Aradippou.

## Carrière
Lloci werd geboren in België, maar woonde als kind ruim vijf jaar in Griekenland. Hij ruilde de jeugdopleiding van Zulte Waregem in 2015 voor die van KAA Gent. In januari 2019 mocht hij met de A-kern mee op winterstage naar Spanje. Hij slaagde er echter niet in om door te breken in het eerste elftal, waarop hij in juni 2020 een contract voor drie seizoenen ondertekende bij KVC Westerlo.
Bij Westerlo maakte hij op 11 oktober 2020 zijn officiële debuut in het eerste elftal: in de bekerwedstrijd tegen RC Hades kreeg hij een basisplaats van trainer Bob Peeters. Lloci was in zijn debuutwedstrijd tegen Westerlo meteen goed voor twee assists: hij leidde zowel de 2-0 van Ambroise Gboho als de 3-0 van Atabey Çiçek in. Lloci speelde in zijn debuutseizoen zeven officiële wedstrijden voor Westerlo: naast twee bekerwedstrijden mocht hij ook vijf keer aandraven in Eerste klasse B.
In de zomer van 2021 werd Lloci gelinkt aan KVV Thes Sport Tessenderlo, maar uiteindelijk koos hij voor een uitleenbeurt aan de Cypriotische tweedeklasser Omonia Aradippou.

## Clubstatistieken
| Seizoen         | Club               | Land            | Competitie      | Competitie | Competitie | Beker | Beker | Supercup | Supercup | Europees | Europees | Totaal | Totaal |
| Seizoen         | Club               | Land            | Competitie      | Wed.       | Dlp.       | Wed.  | Dlp.  | Wed.     | Dlp.     | Wed.     | Dlp.     | Wed.   | Dlp.   |
| --------------- | ------------------ | --------------- | --------------- | ---------- | ---------- | ----- | ----- | -------- | -------- | -------- | -------- | ------ | ------ |
| 2020/21         | KVC Westerlo       | Vlag van België | Eerste klasse B | 5          | 0          | 2     | 0     | —        | —        | —        | —        | 7      | 0      |
| Club Totaal     | Club Totaal        | Club Totaal     | Club Totaal     | 5          | 0          | 2     | 0     | 0        | 0        | 0        | 0        | 7      | 0      |
| 2021/22         | → Omonia Aradippou | Vlag van Cyprus | B'Kategoria     | 0          | 0          | 0     | 0     | —        | —        | —        | —        | 0      | 0      |
| Club Totaal     | Club Totaal        | Club Totaal     | Club Totaal     | 0          | 0          | 0     | 0     | 0        | 0        | 0        | 0        | 0      | 0      |
| Carrière totaal | Carrière totaal    | Carrière totaal | Carrière totaal | 5          | 0          | 2     | 0     | 0        | 0        | 0        | 0        | 4      | 0      |

Bijgewerkt op 15 februari 2022.